# Honvéd

Vlag van de koninklijk Hongaarse landweer of Honvéd (voorzijde)

De koninklijk-Hongaarse landweer (Hongaars: Magyar Királyi Honvédség, Duits: königlich ungarische Landwehr), ook bekend onder de kortere naam Honvéd, was een van de onderdelen van het Oostenrijks-Hongaarse leger, naast het gemeenschappelijke leger, de Oostenrijkse landweer en de Oostenrijks-Hongaarse marine.

## Geschiedenis

Vlag van de koninklijk-Hongaarse landweer of Honvéd (achterzijde)

De naam Honvéd kan vrij vertaald worden als "vaderlandsverdediging" (cfr. Heimwehr) en verschijnt voor het eerst in het revolutiejaar 1848. Destijds gebruikte men deze benaming om vrijwilligers aan te duiden die zich voor enkele weken of a gyözelemig ("tot de overwinning") engageerden en ten strijde trokken tegen Serviërs en Kroaten. Nadien richtte de strijd zich later voornamelijk tegen het Keizerrijk Oostenrijk en liep een aantal regimenten van het keizerlijke leger over naar het Hongaarse leger. Hongaarse vrijwilligers werden vervolgens deels aan deze regimenten toegevoegd en deels en nieuwe regimenten ondergebracht. Toen diende de naam Honvéd voor alle Hongaarse strijdkrachten tijdens de Hongaarse Revolutie van 1848, die uiteindelijk met Russische hulp door de Oostenrijkers werden overwonnen.

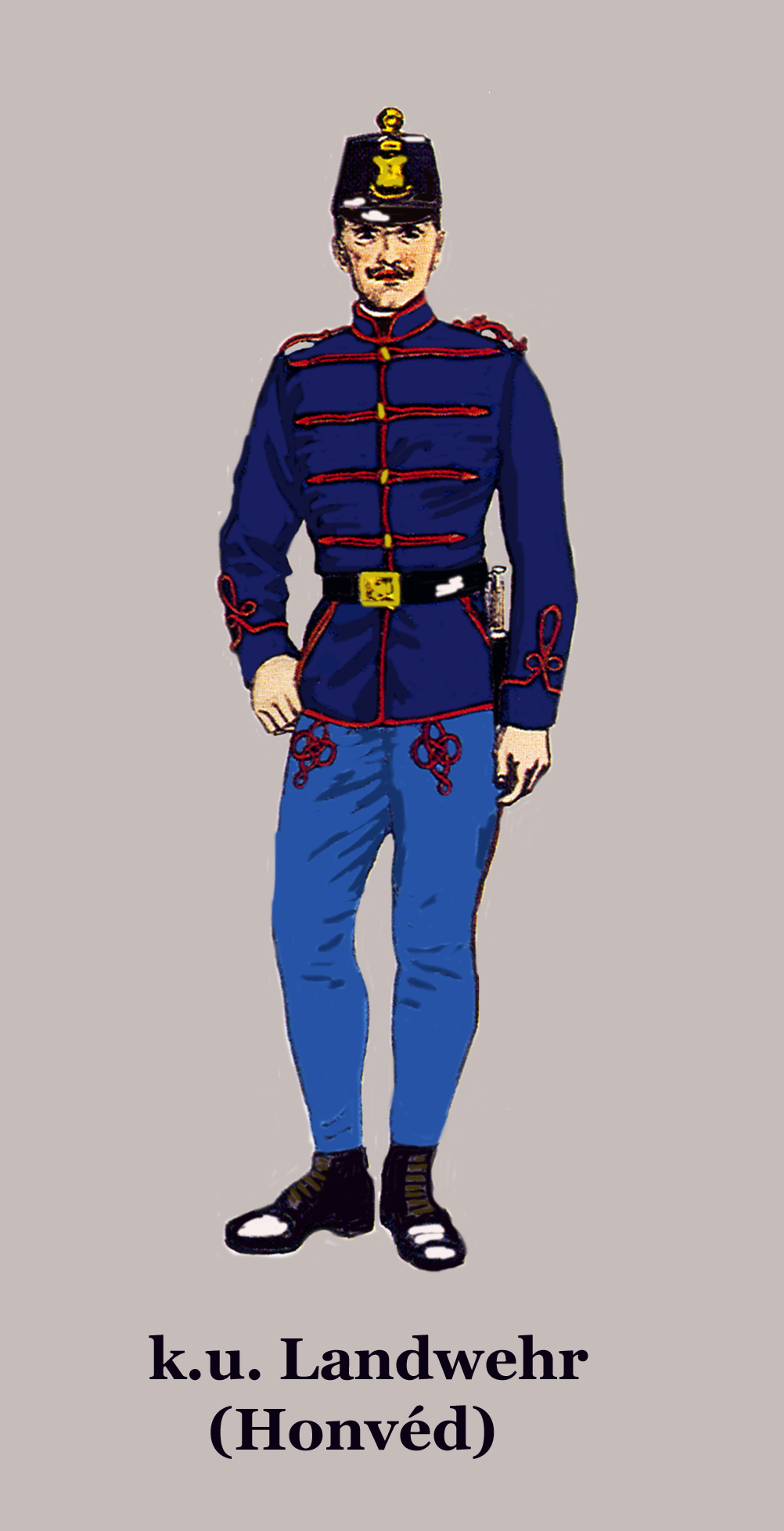
Soldaat van de koninklijk-Hongaarse landweer of Honvéd

Bij de hervorming van de strijdkrachten na de Ausgleich van 1867 kreeg de landweer van de zogenaamde Landen van de Heilige Hongaarse Stefanskroon (dus Hongarije) de naam Honvédség (vrij vertaald: "vaderlandsverdedigerschap"), kort ook Honvéd. Op 21 mei 1893 werd ter herdenking aan de daden van het Hongaarse leger tijdens de revolutie van 1848-1849 in Boedapest het zogeheten Honvéd-monument onthuld.
Tijdens de Eerste Wereldoorlog streed de koninklijk Hongaarse landweer samen met het gezamenlijke leger en de Oostenrijkse landweer in het leger van Oostenrijk-Hongarije. Met de officiële uitstap van het Koninkrijk Hongarije uit de dubbelmonarchie op 31 oktober 1918, het terugroepen van de Hongaarse troepen aan het front en hun terugkeer in Hongarije eindigt dit tijdperk in de geschiedenis van de Hongaarse landweer.
Vele veteranen die tijdens de Eerste Wereldoorlog in de Honvéd vochtten, traden ten tijde van de Hongaarse Radenrepubliek toe tot het Hongaarse Rode Leger.

## Structuur
De koninklijk Hongaarse landweer bestond uit territoriale eenheden van de Hongaarse rijkshelft. Hiertoe behoorden naast het huidige Hongarije ook Slovakije (het zogenaamde Opper-Hongarije) en delen van het huidige Roemenië (zoals Zevenburgen en het Banaat), Servië, Kroatië, Slovenië en Oostenrijk (Burgenland). Gewoonlijk duidde het begrip "landweer" op reservetroepen met een verminderde strijdkracht. Dit was echter niet het geval bij de koninklijk Hongaarse landweer, die een volwaardig leger was.
Ze was onderverdeeld in enerzijds een Hongaarse landweer en anderzijds een Kroatisch-Slavoonse landweer, waarbij het de Kroaten in de "kleine Ausgleich", tussen Hongarije en Kroatië, toegestaan was om het Kroatisch als dienst- en beveltaal in te voeren in hun Honvéd-eenheden. Bovendien ressorteerden de Kroatisch-Slavoonse Honvéd-eenheden niet onder het ministerie van Defensie in Boedapest.
De Hongaarse officieren werden opgeleid aan de Ludovika-academie in Boedapest.